# Haus Halt
Haus Halt ist eine ehemalige Wasserburg am Rhein bei Keeken, einem Stadtteil von Kleve in Nordrhein-Westfalen.

## Geschichte
Haus Halt wird erstmals 1314 urkundlich erwähnt, als Graf Dietrich VII./IX. von Kleve dem Otto Doys versicherte, dass dieses Haus nicht von der Grafschaft Kleve lehnrührig sei. Die Burg fiel nach Ottos Tod an seine Tochter Hadewig, die in die Familie Bylandt eingeheiratet hatte. Nach dieser Familie, in deren Besitz Haus Halt für Jahrhunderte verblieb, wurde es auch 'Haus Bylandt' genannt.
Aufgrund der Nähe zur am Ende des 16. Jahrhunderts angelegten bedeutenden Festung Schenkenschanz ist das Aussehen von Haus Halt auf zahlreichen Zeichnungen, Gemälden und Plänen dokumentiert. Es handelte sich um eine Vierflügelanlage mit Ecktürmen und einem Innenhof, der im Süden eine Vorburg vorgelagert war. Besonders markant war der wuchtige Südwestturm, der wohl im 17. Jahrhundert eine barocke Haube erhielt; ein Treppenturm im Innenhof wurde wohl um dieselbe Zeit mit einer Laterne bekrönt.
1728 wurde die Ostseite der Anlage durch Hochwasser schwer beschädigt. Zeichnungen Jan de Beijers und Cornelis Pronks von 1735 geben den Zustand der noch immer beeindruckenden Ruine wieder. In den folgenden Jahren wurde die gesamte Burg durch Hochwasser abgetragen.